# Одрасли
Одрасли човек или адулт (лат. adultus — „одрастао“, „сазрео“) је особа која је завршила психофизички раст и може се сматрати одраслом или пунолетном. Обично је то особа која је достигла легалне године зрелости (18 или више година). Код животиња се под одраслим или адултом сматра свака јединка која је полно зрела. У људском контексту, термин одрасла особа додатно има значења повезана са социјалним и правним појмовима. За разлику од „малолетника”, правно пунолетна је особа која је навршила пунолетност и због тога се сматра независном, самоодрживом и одговорном. Типично доба достизања правне пунолетности је 18 година, мада дефиниција може варирати зависно од правног система и земље.
Људска одраслост обухвата психолошко развиће одраслих. Дефиниције одраслог доба често су недоследне и контрадикторне; особа може бити биолошки одрасла и имати понашање одраслих, али се и даље третира као дете ако је испод правне границе пунолетства. Супротно томе, особа може бити правно одрасла, али да нема зрелост и одговорност која би могла дефинисати карактер одраслог човека.
У различитим културама постоје догађаји који се односе на прелазак са детета на одраслу особу или одрастање. То често обухвата полагање низа тестова који показују да је особа спремна за одраслост или достизање одређеног доба, понекад у комбинацији са демонстрирајућом припремом. Већина модерних друштава одређује законску пунолетност базирану на достизању законом одређеног старосног доба без потребе за демонстрирањем физичке зрелости или припреме за одраслост.

## Биолошка одраслост
Историјски и културни, одрасло доба је одређено првенствено почетком пубертета (појава секундарних полних карактеристика као што су менструација код жена, ејакулација код мушкараца и стидне лаке код оба пола). У прошлости је особа обично прелазила са статуса детета директно у статус одрасле особе, често је овај помак обележен неком врстом теста или церемоније одрастања. Током Индустријске револуције, деца су ишла на посао у веома раном узрасту како би помогла својој породици да преживи. Није било великог нагласак на школи или образовању. Многа деца су могла да се запосле и нису била обавезна да имају искуство као одрасли данас.
Након што је створен друштвени конструкт адолесценције, одрасло доба је подељено на два облика: биолошко одрасло доба и друштвено одрасло доба. Дакле, сада постоје два примарна облика одраслих: биолошки одрасли (људи који су стекли репродуктивну способност, плодни су или који показују секундарне полне карактеристике) и друштвени одрасли (људи које њихова култура или закон признаје као одрасле). У зависности од контекста, одрасла особа може се односити било коју дефиницију. Један други аспект одраслог доба који је релативно нов је психолошко функционисање. Према Џефрију Арнету, одрасли могу сами да доносе финансијске одлуке, финансијски су независни и способни су сами да доносе тешке животне одлуке.
Иако мало или нимало успостављених речника даје дефиницију појма биолошки одрасли од две речи, прва дефиниција одрасле особе у више речника укључује „стадијум животног циклуса животиње након што је достигнут репродуктивни капацитет“. Дакле, основна дефиниција речи одрасла особа је период који почиње физичком полном зрелошћу, а која се јавља негде након почетка пубертета. Иако је ово примарна дефиниција основне речи „одрасли“, термин се такође често користи да се односи на друштвене одрасле особе. Термин биолошка одрасла особа наглашава или појашњава да се користи оригинална дефиниција, заснована на физичкој зрелости (тј. достизању репродуктивне компетенције).
Време пубертета варира од детета до детета, али обично почиње око 10 или 11 година. Девојчице обично почињу процес пубертета са 10 или 11 година, а дечаци са 11 или 12 година. Девојчице генерално завршавају пубертет са 15–17 година, а дечаци са 16 или 17 година. Исхрана, генетика и окружење такође обично играју улогу у почетку пубертета. Девојке ће проћи кроз нагли раст и добити на тежини у неколико делова тела. То је због природних процеса пубертета, али генетика такође игра улогу у томе колико ће добити на тежини или колико ће постати више.
Једна недавна област дебате у науци о развоју мозга је највероватније хронолошка старост за пуну менталну зрелост, или заиста, ако такво доба уопште постоји. Уобичајене тврдње које се понављају у медијима (засноване на тумачењу података имиџинга), сугеришу „крајњу тачку“ од 25 година, позивајући се на префронтални кортекс као једно подручје које можда још није у потпуности зрело у доби од 18 година. Ова тумачења, и њихове импликације на контролу импулса код тинејџера, оспоравали су многи аутори који раде у овој области.

## Законско пунолетство
Правно, пунолетство обично значи да је неко постао пунолетан – када родитељи губе родитељска права и одговорности у вези са особом о којој је реч. У зависности од нечије надлежности, старосна доб пунолетства може или не мора бити одређена независно и не треба се мешати са минималним узрастом који се примењује на друге активности, као што су склапање уговора, брак, гласање, посао, служење у војсци , куповина/поседовање ватреног оружја, вожња, путовање у иностранство, употреба у алкохолних пића, пушење, сексуалне активности, коцкање, рад као манекенка или глумац у порнографији, кандидовање за председника итд. Улазак младе особе у неко место може бити ограничен због опасности за ту особу, забринутости да би то место могло да наведе особу на неморално понашање или због ризика да млада особа нанесе штету (на пример, на изложби крхких ставки). Може се разликовати законитост радњи младог лица, односно омогућавања младој особи да изврши тај чин, продајом, издавањем, показивањем, дозвољавањем уласка, дозвољавањем учешћа итд. Могу постојати разлике између комерцијалне и друштвене могућности. Понекад постоји захтев за надзором од стране законског старатеља или само одрасле особе. Понекад не постоји захтев, већ препорука.
На примеру порнографије може се разликовати:
- дозвољен улазак у установе за одрасле
- дозвољено да се купује порнографија
- дозвољено поседовање порнографије
- другој особи је дозвољено да продаје, изнајмљује или показује младој особи порнографију. Погледајте ширење порнографије малолетном лицу.
- да се буде порнографски глумац: правила за младу особу и за друге људе у вези са производњом, поседовањем итд. (погледајте дечију порнографију)

Филмови са насиљем, итд.:
- другој особи је дозвољено да прода, издаје или покаже младој особи филм; биоскоп коме је дозвољено да прими младу особу.

Старост пунолетства се на међународном нивоу креће од 15 до 21 године, при чему је 18 година најчешће. Нигерија, Мали, Демократска Република Конго и Камерун дефинишу одрасло доба са 15 година, али је уобичајено удавање девојака у ранијим годинама.
У већем делу света, укључујући већину Сједињених Држава, Индије и Кине, законска старост за одрасле је 18 година (историјски 21) за већину сврха, са неким значајним изузецима:
1. Законска старост пунолетства у Британској Колумбији, Њу Брансвику, Њуфаундланду и Лабрадору, Северозападним територијама, Новој Шкотској, Нунавуту и Јукону у Канади је 19 година (мада постоје неки изузеци у којима се Канађани могу сматрати пунолетним особама у одређеним ситуацијама као што је сексуални пристанак, која је 16 година, и кривично право, савезни избори и војска, што је 18 година);[19][20]
2. Законска старост за пунолетство у Небраски и Алабами у Сједињеним Државама је 19 година.[21]
3. Законска старост за пунолетство у Јужној Кореји је 19 година.
4. Законска старост за пунолетство у Мисисипију и Порторику у САД је 21 година.

Пре 1970-их, млади људи нису били класификовани као одрасли до 21 године у већини западних земаља. На пример, у Сједињеним Државама, млади грађани нису могли да гласају на изборима до своје 21. године све до јула 1971. године, када је усвојен 26. амандман којим се налаже да право гласа не може бити ускраћено за било кога старијег од 18 година. Старосна граница за гласање је снижена као одговор на чињеницу да су младићи између 18 и 21 године регрутовани у војску да се боре у Вијетнамском рату, па отуда популарни слоган „довољно стар за борбу, довољно стар да гласа“.
Млади млађи од 21 године у САД такође нису могли да купују алкохол, пиштоље, потпишу обавезујући уговор или да се венчају без дозволе родитеља. Након што је снижена старосна граница за гласање, многе државе су такође кренуле да смање старосну границу за пиће (при чему већина држава има минималну старост од 18 или 19 година), као и да смање старосну границу за пунолетство (пунолетство) на 18 година. Међутим, постоје легалне активности где 18 година није подразумевана старост пунолетства. Још увек постоје неки изузеци где је 21 (или чак и више) и даље мерило за одређена права или одговорности. На пример, у САД Закон о контроли оружја из 1968. забрањује млађима од 21 године да купују пиштољ од дилера са савезном лиценцом (иако савезни закон прави изузетак за појединце између 18 и 21 године да га набаве од приватног трговца ако држава закон дозвољава.)